# 生活習慣病
生活習慣病（せいかつしゅうかんびょう、英: lifestyle disease、仏: maladie de comportement、独: Zivilisationskrankheit）は、糖尿病・脂質異常症・高血圧・高尿酸血症など、生活習慣が発症原因に深く関与していると考えられている疾患の総称である。日本では、かつて加齢によって発病すると考えられたために成人病（せいじんびょう）と呼ばれたが、1980年代から若者の発症が目立つようになり、その後の調査で生活習慣 が深く関与していることが判明してきた。1997年頃から予防できるという認識を醸成することを目的として呼び方が変わった。
このような疾患と肥満を複合する状態を、医学的に（メタボリックシンドローム）と総称する。また、（悪性腫瘍がん）、（脳卒中脳血管疾患）、（心臓病）の3大死因も生活習慣との関わりが強い。肥満はこれらの疾患になるリスクを上げる。

## 原因
スウェーデンにおける32年の追跡調査によれば、生活習慣と生活習慣病による全死亡リスクは次のようになる：
1. 喫煙 ： 1.92倍
2. 糖尿病 ： 1.64
3. 高血圧 ： 1.55倍
4. メタボリック症候群 ： 1.36倍
5. 高コレステロール血症 ： 1.10倍

このように、喫煙が最大のリスクとなるというデータがあるため、生活習慣病対策は禁煙を最優先とするべきだとの医療界からの意見がある。日本でも喫煙は最も健康に影響するとの報告は1980年代からあり、併せて日本での食生活の欧米化も指摘される。
同じく食習慣に関連して言えば、2003年には、アメリカとカナダの栄養士会は合同で、牛乳や卵も摂取しない完全な菜食においても栄養が摂取でき、また菜食者はがん、2型糖尿病、肥満、高血圧、心臓病といった主要な死因に関わるような生活習慣病のリスクが減る、認知症のリスクも減ると報告した。食生活は がん発生原因の30%に関わっているとする報告もある。
日本では、食生活が西洋化してしまった。つまり、戦後の混乱が沈静化した1950年以降、米および魚介類の消費量が減少し、牛乳、肉類や卵といった高脂肪食品の摂取が増加してきた。食の欧米化が早かった沖縄では2010年代には65歳以下の若い世代の男女の、心筋梗塞や脳梗塞などいわゆる生活習慣病の増加による死亡の早さが見られNHKは「長寿崩壊の危機」として特集した。
虫歯も感染が最初の原因ではあるがさまざまな菌が関わっており、共生しているため特定の菌に原因を求めるのは難しく、このため食や唾液の分泌などもかかわるため、「食」生活習慣病とも考えられる。

## 日本
日本では生活習慣に起因する疾病として主として、がん、脳血管疾患、心臓病などが指摘され、それらは日本人の3大死因ともなっている。肥満はこれらの疾患になるリスクを上げる。また肥満自体が生活習慣病のひとつともされることがある。また糖尿病（1型糖尿病を除く）脂質異常症（家族性脂質異常症を除く）・高血圧・高尿酸血症などが挙げられることもある。
2011年の厚生労働省の国民健康・栄養調査で、10年前と比べて日本人が魚や野菜を食べる量が減り、肉食が1割近く増えていることが分かった。厚労省は「野菜の摂取量が少ないと生活習慣病の発症リスクが高まる」としている。
沖縄は1990年代末までは世界に名だたる長寿地域であったが、2000年代初頭には徐々に頭打ちとなり2010年代には65歳以下の若い世代の生活習慣病の増加により死亡年代が若年化していた。この事象は、「長寿沖縄」の崩壊とも呼ばれ 2003年には長寿崩壊が指摘されていた。低下が明確になった 2013年にはNHKは「長寿崩壊の危機」として特集したが、番組の中で若い世代の動物性脂肪の摂取量の多さによる肥満の人の多さが指摘されており、日本全体では10年後以降にこれを後追いすると指摘されている。

### 日本における歴史
「成人病」なる概念は、昭和30年代に「主として、脳卒中、がん、心臓病などの40歳前後から死亡率が高くなり、しかも全死因の中でも上位を占め、40-60歳くらいの働き盛りに多い疾病」として、加齢と共に罹患の危険が大きくなるという視点から行政的に提唱された。丁度その頃から日本人の死亡率で上位を占めるようになったがん、脳卒中、心臓病は「三大成人病」とされ、集団検診による早期発見、早期治療の体制が整えられた。
「成人病」は厚生省が1955年頃から使いだした。40歳から60歳の働き盛りの人々に発生率が高い疾患を指し、脳血管障害、悪性腫瘍、心疾患、糖尿病、痛風など慢性疾患とした。成人とは20歳を意味したので最初は違和感があったが、この言葉は徐々に定着した。しかし成人病の罹患に長年の生活習慣が大きく影響していたことが判明し、更に、生活習慣の激変により、未だ成人していない子供も糖尿病やメタボリックシンドロームを発症する例が増えてきた。
このため呼称を見直し1997年頃から、成人病の多くについて「加齢すれば必ず罹患しやすくなるのではなく、生活習慣の改善によって予防し得る」という認識を人々の間に醸成することを目的として英語の"lifestyle related disease"をはじめ、国外における成人病の呼称なども参考にした上、「成人病」を「生活習慣病」へと置き換える動きが興り始めた。現在では「生活習慣病」の語は広く普及し、定着している。ただし、腎臓病や糖尿病など、遺伝などの要因が大きく、生活習慣の改善だけでは防止できない病気に対する偏見を植え付けているという批判も存在する。
また、混同されることが多いが、成人病は加齢による疾病の区分、生活習慣病は生活習慣による疾病の区分であり、両者間で重複する疾病も多いものの、あくまで別個の概念である。

### 2000年代の現状
2006年（平成18年）の死因の割合を見ると、悪性新生物（がん）、心疾患、脳血管疾患の3大死因で58.2%を占めている。
| 死因               | 割合  |
| ------------------ | ----- |
| 悪性新生物（がん） | 30.4% |
| 心疾患             | 16.0% |
| 脳血管疾患         | 11.8% |
| 肺炎               | 9.9%  |
| 不慮の事故         | 3.5%  |
| 自殺               | 2.8%  |
| 老衰               | 2.6%  |
| 腎不全             | 2.0%  |
| 肝疾患             | 1.5%  |
| 慢性閉塞性肺疾患   | 1.3%  |

2017年（平成29年）の死因割合は次の通りである。悪性新生物（がん）、心疾患、脳血管疾患の3大死因で51.4%を占めている
| 死因               | 割合  |
| ------------------ | ----- |
| 悪性新生物（がん） | 27.9% |
| 心疾患             | 15.3% |
| 脳血管疾患         | 8.2%  |
| 老衰               | 7.6%  |
| 肺炎               | 7.2%  |
| 不慮の事故         | 3.0%  |
| 誤嚥性肺炎         | 2.7%  |
| 腎不全             | 1.9%  |
| 自殺               | 1.5%  |
| 血管性等の認知症   | 1.5%  |

心臓病と脳血管疾患のような主要な死因の下地になる病気は、糖尿病・脂質異常症・高血圧・高尿酸血症である。また、喫煙は上位4死因すべての危険因子であり、「予防可能な最大の死因」とされている。
| 高血圧症 | 約3,100万人 |
| 高脂血症 | 約3,000万人 |
| 糖尿病   | 約740万人   |

2002年（平成14年）の調査では、人口のほぼ半分に相当する47%がこの3つのいずれかに該当するとされる。
痛風は男性に集中しており、患者数は推定30-60万人、その予備軍である高尿酸血症は成人男性の20%とも言われる。発症年齢もかつては50代だったのが30代へと若年化している。
肥満は中年以降に多く、2006年には40-70代の男性で30%以上、女性では若干少なく20-30%が肥満である。肥満は3大死因を含めたこれらの疾患のリスクを上げる。

### 対策
日本での生活習慣病の原因としては、総じて、タバコの煙や、いわゆる食生活の「西洋化」、運動不足が原因であるとされている。
食生活は がん発生原因の30%に関わっているとする報告もあるが、食生活の欧米化との関連で生じている傾向が強いのは乳がんや前立腺がんや大腸癌であると考えられている。
日本の食事習慣は、1950年から1975年の間でも劇的に変化した。牛乳は15倍、肉、鶏肉や卵は7.5倍、脂肪は6倍に摂取量が増加し、一方、米の消費は0.7倍に減少してきた。こうした傾向は、若い世代や、金銭に余裕がある人々、また農家ではなく、都市の住民により強い。食生活の状況を改善することを目的として「日本型食生活」が提唱され、食生活指針や食事バランスガイドなどが策定されている。炭水化物を中心として食べ、動物性食品を適度にし、野菜も食べ、塩分や甘い飲食品を控えるなどの指導がなされる。
沖縄は、2000年代初頭には世界に名だたる長寿地域であったが、（アメリカの占領の歴史から）食の欧米化が全国よりも早く脂肪の摂取量が全国平均より高く、肥満の多い地域となった。その結果、2010年代には65歳以下の若い世代の男女の、心筋梗塞や脳梗塞などいわゆる生活習慣病の増加による死亡の早さから、平均寿命が下がってきており、NHKは「長寿崩壊の危機」として特集した。
タバコもがん発生原因の30%に関わっているとされ、もっぱら肺がんに関連しているが口腔や尿路のがんの主要な原因でもある。財務省が日本たばこ産業の株の半数以上を保有しているため、喫煙規制や禁煙に関する動きが進みにくかったと渡邊昌が指摘している。
健康日本21では、食生活、運動、タバコなどの項目について一次予防に重点に置いて目標値を定め実行を推進している。特に脳卒中が多発する時期である寒冷期の2月1日から2月7日に、厚生労働省主催の生活習慣病予防週間が実施される。
脂質の食事摂取量を減らすよう指導してきたが、2014年3月発行「日本人の食事摂取基準」（2015年版）において、脂質（コレステロール）の目標量は設定されなかった。これは、生活習慣病の重症化予防を目的とした、脂質の目標量を設定できる科学的根拠は十分でないとの判断による。さらに特に高齢者ではコレステロール摂取量を制限するとたんぱく質不足を生じ、低栄養を生じる可能性があるとして注意喚起がなされた。この基準は2015年度から5年間使用する。

## 世界
モンゴル国は、市場経済化となった1990年以降急激に経済発展している。そのため、多くの国民が遊牧生活をやめて職を求めて都市部に集中し、インフラ不足や大気など環境問題を深刻化させ、国民の健康に影響を及ぼしている。主な死亡原因には高血圧や糖尿病などが挙げられる。対策として、モンゴル国の看護師は、日本の教材や使用方法をニーズに合わせて活用した。今後は財源や育成体制などの確保と持続性が求められる。
タイでは、高齢化が急速に進み、高齢者の健康、生活の把握するための基礎データが不十分だった。調査方法は、サンクス町の行政が中心となり、タイの高齢者の状況、や文化に適応できる項目を作成したものだった。調査結果から、タイでは甘い食べ物が多く野菜が少ない食生活であることが判明した。また、「年を重ねるにつれ2,3の病気を持つのは普通である」と考えていることから生活習慣病を抱えていることが判明した。